# Essência
Essência (em latim: essentia) é um termo usado em filosofia e teologia para designar a propriedade ou conjunto de propriedades que fazem de uma entidade ou substância o que ela é fundamentalmente, o que ela tem por necessidade, e sem a qual perde a sua identidade. Essência é contrastada com acidente: uma propriedade que a entidade ou substância tem de forma contingente, sem a qual a substância ainda pode reter a sua identidade.

## Visão mística cristã
O cosmo é visto essencialmente como energia e matéria em movimento segundo algumas linhas de misticismo cristão.